# Římskokatolická farnost Březno u Chomutova
Římskokatolická farnost Březno u Chomutova (lat. Prisna, něm. Priesen) je zaniklá církevní správní jednotka sdružující římské katolíky v Březně a okolí. Organizačně spadala do krušnohorského vikariátu, který je jedním z deseti vikariátů litoměřické diecéze.

## Historie farnosti
Již před rokem 1384 byla v místě plebánie. Matriky jsou vedeny od roku 1580.
Farnost existovala do 31. prosince 2012 jako součást chomutovského farního obvodu. Od 1. ledna 2013 zanikla sloučením do farnosti Údlice-Přečaply, která však zanikla od 3. ledna 2013 sloučením s farností - děkanstvím Chomutov.

### Duchovní správcové vedoucí farnost
Začátek působnosti jmenovaného v duchovní správě farnosti od:
- 1628 Vik. Wagner
- 1637 Joannes Tannenberger
- 1643 Joannes Hug
- 1646 Fridericus Scheller
- 1647 Joannes Jandera
- 1650 Franciscus Pasek
- 1651 Franciscus Fischer
- 1651 Petrus Steinmann
- 1654 Joannes Wittig
- 1656 Stephanus Cometa
- 1656 Josephus Maier
- 1661 Christophorus Franc. Wagner
- 1664 Ignatius Stephan
- 1669 Wolfgangus Krines
- 1705 Joannes Ign. Egermann
- 1706 Josephus Friedrich
- 1715 Joannes Roth
- 1746 Joannes Lorenz
- 1771 Franc. Anton. Pohl
- 1791 Jos. Klinger, † 25. 11. 1809
- 1810 Wenc. Schram
- 1815 Franc. Hanl, n. 4. 9. 1782 Krbice, o. 8. 9. 1805, † 7. 10. 1874 (bisk. H. K.)
- 1821 Jos. Weiss, n. 11. 2. 1769 Retschicens, o. 12. 9. 1802, † 14. 6. 1852
- 1852 Henr. Anton. Glaser, n. 10. 10. 1796 Kaaden, o. 24. 8. 1824
- 1880 par. vacat, admin. int. Ferd. Wrba
- 1880 Vincenc Tieze, n. 8. 2. 1846 Windischkamnitz, o. 20. 7. 1869, † 28. 1. 1905
- 1906 Franc. Šrámek, n. 16. 3. 1870 Chorušice, o. 7. 7. 1895
- 1909 Petr. Flommersfeld, n. 18. 10. 1868 Langenlonsheim (G), o. 29. 6. 1893, † 13. 10. 1927
- 1912 par. vacat, adm. interc. Ludov. Tröber, n. 22. 12. 1883 o. 14. 7. 1909
- 1913 Joann. Leitner, n. 11. 9. 1879 Wiesenbach (Styr.) o. 16. 7. 1905, † 8. 1. 1959
- 1941 par. vacat, adm. exc. Franc. Mahrla
- 1. 10. 1941 par. vacat, admin. Otto Jiru
- 1. 1. 1944 par. vacat, admin. Bernhard. Reining
- 1. 8. 1945 Joann. Leitner, n. 11.9. 1879, o. 16.7. 1905
- 1. 7. 1948 par. vacat, admin. Verianus Knespl
- 1. 10. 1951 Anton. Wieder
- 12. 8. 1953 par. vacat, admin. František Kolář
- 18. 11. 1953 par. vacat, admin. Jaroslav Knespl
- 1. 8. 1954 par. vacat, admin. Štěpán Půček
- 15. 10 1958 par. vacat, admin. Josef Vadovič
- 1. 11. 1959 par. vacat, admin. Josef Jech
- 1. 2. 1969 par. vacat, admin. Joann. Audi
- 1. 8. 1970 par. vacat, admin. Vladimír Kusý
- 1. 8. 1971 par. vacat, admin. František Tomšík
- 1. 6. 1980 par. vacat, Pavel Jančík, adm. exc. z M. Radčic
- 1. 8. 1982 par. vacat, Josef Šprlák, adm. exc. z Údlic
- 1. 6. 1985 par. vacat, Miroslav Maňásek, SDB adm. exc. z Údlic
- 1. 7. 1986 par. vacat, Jan Kozár
- 1. 2. 2004 – 31. 12. 2012 Alois Heger, admin. exc. z Chomutova[3]

Kromě kněží stojících v čele farnosti, působili ve farnosti v průběhu její historie i jiní kněží. Většinou pracovali jako farní vikáři, kaplani, katecheté, výpomocní duchovní aj.

## Území farnosti
Do farnosti náleželo území obcí:
- Brančíky (Prezig)[p 2]
- Březno (Priesen)[p 2]
- Střezov (Strössau)[p 2]

## Římskokatolické sakrální stavby a místa kultu na území farnosti
| | Fotografie                  | Stavba                      | Místo                       | Bohoslužby                      | Zeměpisné souřadnice            | Status                                                                                            | Číslo kulturní památky                      |
| Kostely a kaple ve farnosti | Kostely a kaple ve farnosti | Kostely a kaple ve farnosti | Kostely a kaple ve farnosti | Kostely a kaple ve farnosti     | Kostely a kaple ve farnosti     | Kostely a kaple ve farnosti                                                                       | Kostely a kaple ve farnosti                 |
| --- | --------------------------- | --------------------------- | --------------------------- | ------------------------------- | ------------------------------- | ------------------------------------------------------------------------------------------------- | ------------------------------------------- |
| 1. |                             | Kostel sv. Petra a Pavla    | Březno                      | bližší informace o bohoslužbách | 50°24′6″ s. š., 13°25′16″ v. d. | do 31. prosince 2012 farní kostel, od 3. ledna 2013 filiální kostel farnosti – děkanství Chomutov | 14292/5-470 (Pk•MIS•Sez•Obr•WD) (Q19970490) |
| Některé drobné sakrální stavby a pamětihodnosti lze dohledat zde v databázi Drobné sakrální památky Zaniklé sakrální stavby lze dohledat zde v databázi Poškozené a zničené kostely, kaple a synagogy v České republice |                             |                             |                             |                                 |                                 |                                                                                                   |                                             |

Ve farnosti se mohou nacházet i další drobné sakrální stavby, místa římskokatolického kultu a pamětihodnosti, které neobsahuje tato tabulka.

## Galerie sakrálních pamětihodností ve farnosti

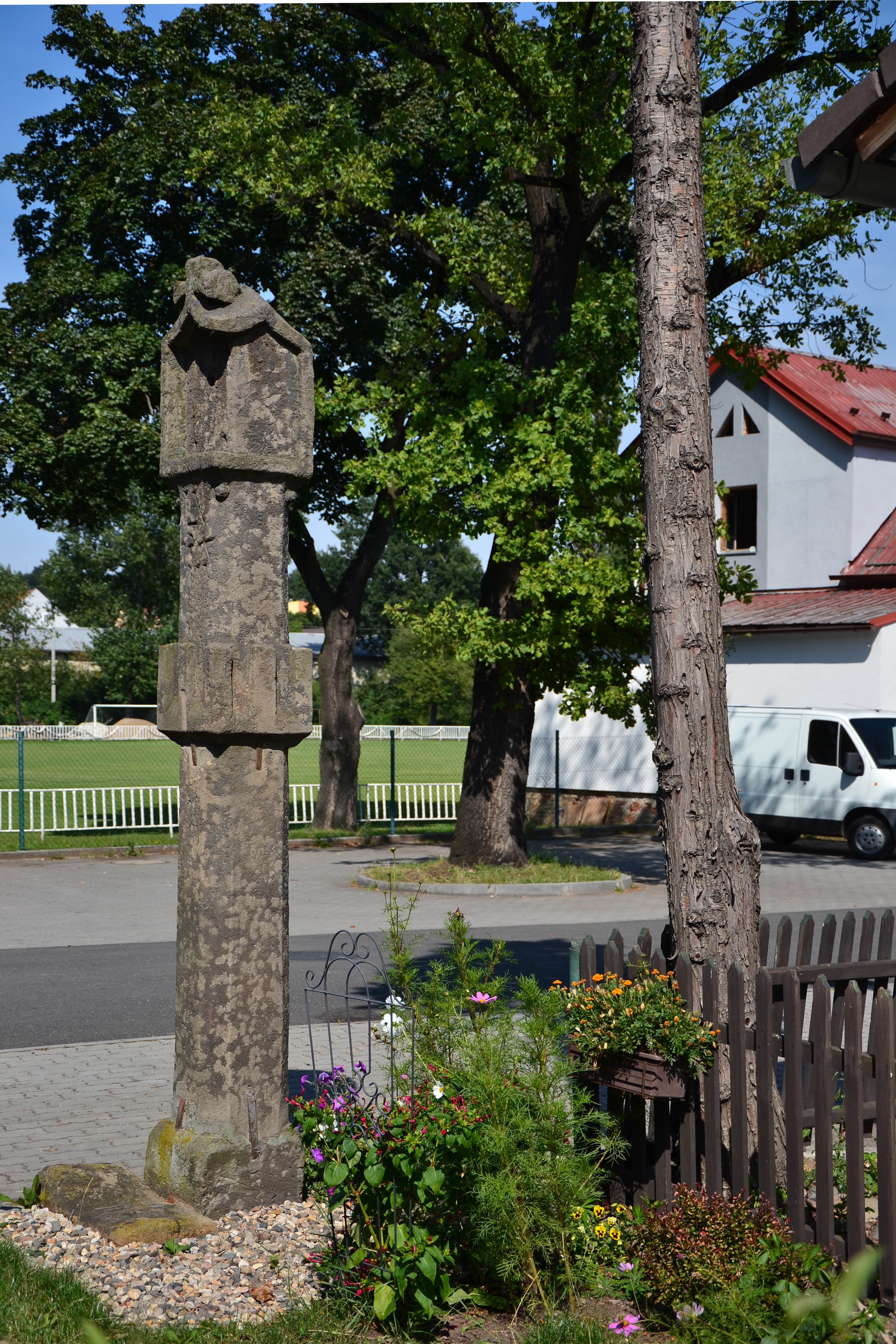
Boží muka v Březně
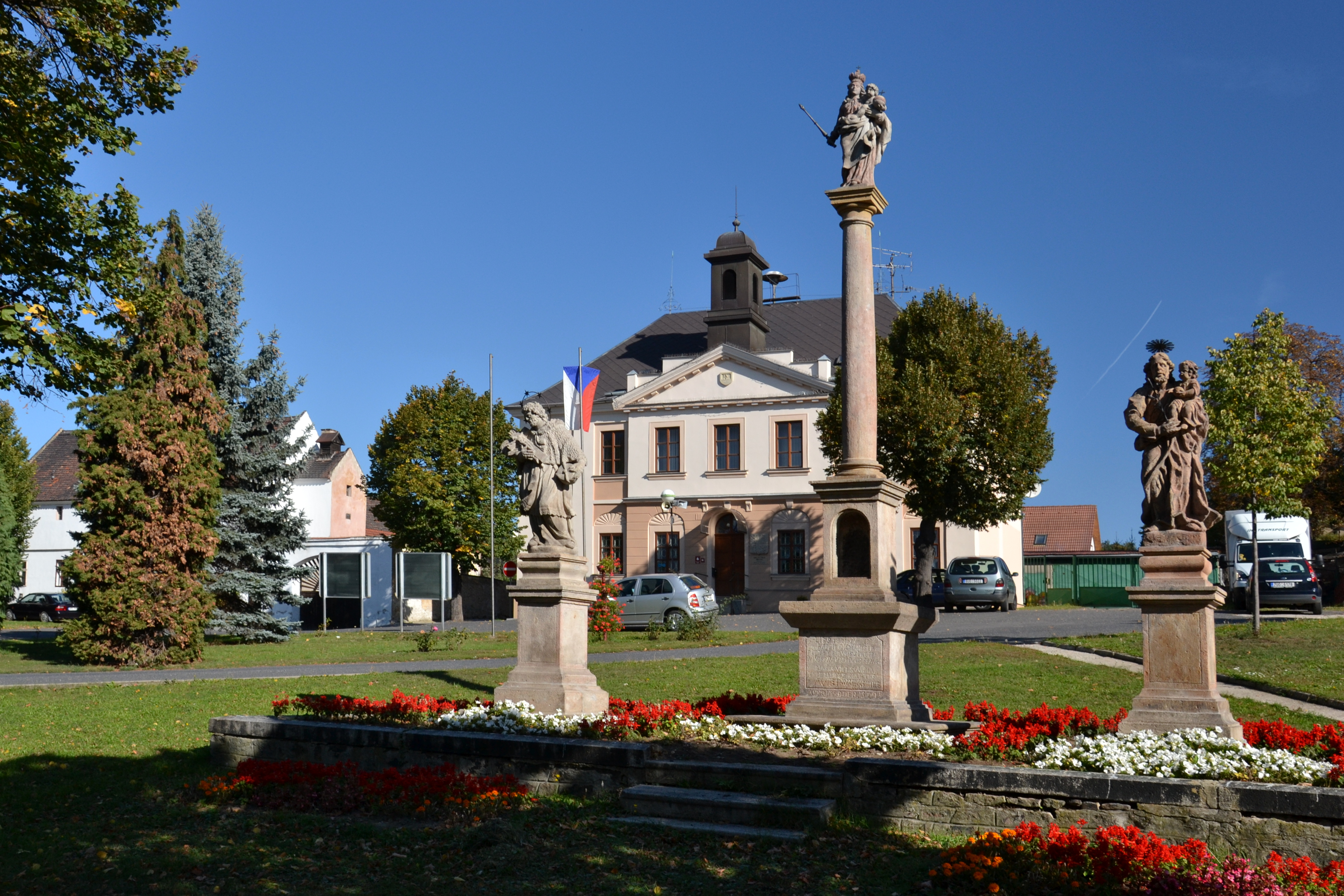
Sousoší Panny Marie, sv. Jana Nepomuckého a sv. Josefa v Březně
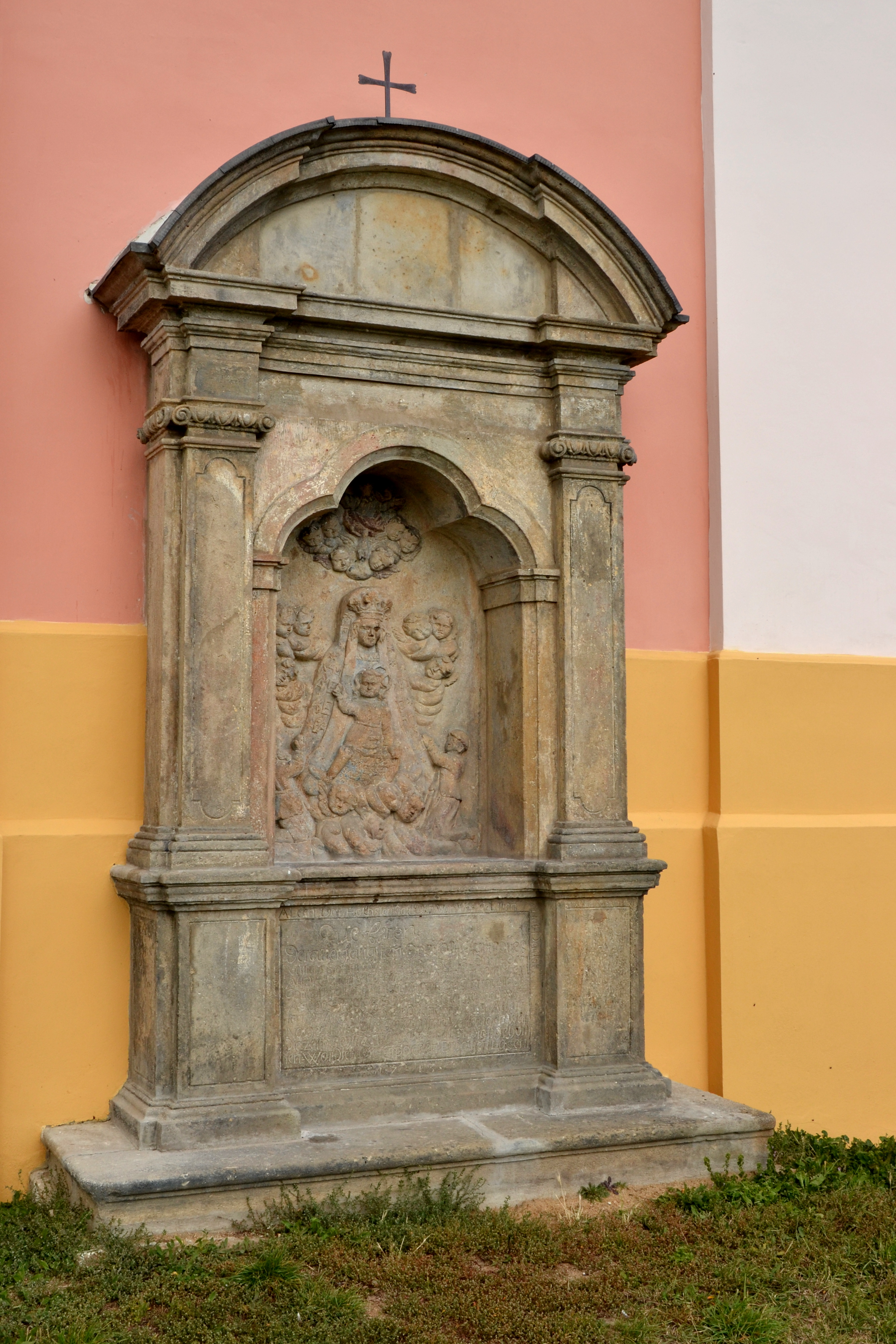
Výklenková kaple Panny Marie v Březně